# Værslev Sogn
Værslev Sogn er et sogn i Kalundborg Provsti (Roskilde Stift). 
I 1800-tallet var Jorløse Sogn anneks til Værslev Sogn. Begge sogne hørte til Skippinge Herred i Holbæk Amt. Trods annekteringen var de to selvstændige sognekommuner. Både Værslev og Jorløse blev ved kommunalreformen i 1970 indlemmet i Hvidebæk Kommune, der ved strukturreformen i 2007 indgik i Kalundborg Kommune.
I Værslev Sogn findes Værslev Kirke.
I sognet findes følgende autoriserede stednavne:
- Aldersro (landbrugsejendom)
- Asmindrup (bebyggelse, ejerlav)
- Birkendegård (ejerlav, landbrugsejendom)
- Bøgebjerg (bebyggelse)
- Skovbakke (bebyggelse)
- Vejlemade (bebyggelse)
- Værslev (bebyggelse, ejerlav)
- Værslevgård (landbrugsejendom)

## Historier fra tinggården
Da Ars og Skippinge Herreders tingsted i Ubberup blev nedlagt, blev det flyttet til landsbyen Værslev, så her findes også en tinggård. Folketroen knyttede diverse sagn til denne.
Jørgen Hansen (1851-88) var friskolelærer i Værslev i årene 1877-82, og indsamlede på egnen en række folkeminder, som han sendte til folkemindeforskeren Svend Grundtvig. Deriblandt var historien om "buldervognen" i Værslev. Angiveligt kom den fra Værslevgården og kørte til tinggården, eller omvendt fra tinggården og til Værslevgården, skønt nogen havde hørt den ende eller begynde ved kirkegården. "Buldervognen" knyttedes til en gammel inspektør fra Værslevgården, der havde gjort sig skyldig i uret både på tinge og hjemme. Når landsbyen var på sit stilleste og mørkeste, skønt også ved stjerneklart vejr, kunne man høre vognen komme buldrende. Der var også en ældre "buldervogn" fra Kalundborg eller omegnen, som over Værslev kørte til Kalveklint. "Når det var allermest stille, kunne den komme buldrende, men man så intet, skønt det kunne gå lige forbi en."  (Med Kalveklint mentes Kelleklintegård (dannet i 1835 ved sammenlægning af 3 fæstegårde) i Ubby Sogn, hvor der sagdes at have været en tinggård.) 
Et andet sagn fra Jørgen Hansen forlød, at i Kyllingborg Mose, hvor tinggården i Værslev blev sagt at have ligget, gik genfærdet af en pige rundt i sit gamle tøj. Hun havde haft det ondt på gården, og havde ingen forældre at søge til. En gang var hun faldet i søvn på en stol, og folkene havde så bundet hendes ben til stolebenene, uden at hun vågnede, hvorefter gårdkonen gav hende én under øret, så hun sprang op af forskrækkelse og tog stolen med. Det lo de andre godt af, "og pigen gik da ud og druknede sig i mosen, hvor hun endnu går." 